# Eugeni Asencio Aguirre
Eugeni Asencio Aguirre (Barcelona, 1937) és un exjugador i exàrbitre de waterpolo català.
Considerat l'àrbitre espanyol de waterpolo més reconegut a nivell internacional, va iniciar la seva carrera com a jugador d'aquest esport al Club Natació Barcelona durant la dècada del 1950 i del 1960. L'any 1969 va iniciar la seva activitat com a àrbitre al Torneig de les sis nacions de Suècia i posteriorment arbitrà partits en totes les grans competicions esportives de waterpolo, sent present en sis Jocs Olímpics, on arbitrà les finals dels Jocs Olímpics d'estiu de 1984 i 1988.
L'any 1986 arbitrà, amb l'holandès Van Dorp, el partit final del Campionat del Món entre els equips d'Itàlia i Iugoslàvia (11-12), on van caldre quatre pròrrogues per tal de decidir el campió. Els temps suplementaris afegits al partit el van convertir en el més llarg de la història del waterpolo oficial de la FINA.
En els Jocs Olímpics d'Estiu de 1992 celebrats a Barcelona (Catalunya) fou l'encarregat de realitzar, en català, el Jurament Olímpic per part dels jutges en la cerimònia inaugural dels Jocs. Va ser el primer jurament olímpic en català en la història de l'Olimpisme. En finalitzar aquests Jocs es retirà de l'arbitratge, amb un total de 432 partits internacionals arbitrats.